# Var (flod)
 For alternative betydninger, se Var. (Se også artikler, som begynder med Var)
Var er en flod beliggende i det sydøstlige Frankrig.
Floden Var udspringer nær Col de la Cayolle (2.326m) og flyder med rivende fart på bunden af dybe kløfter gennem departementet Alpes-Maritimes i regionen Provence-Alpes-Côte d'Azur på en strækning af 120 km. for at ende ved Middelhavet mellem Nice og Saint-Laurent-du-Var.
En stor del af floden kan iagttages fra koglebanen (Le Train des Pignes), der går fra Nice til Digne-les-Bains.